# Leucosceptrum
Leucosceptrum  é um gênero botânico da família Lamiaceae

## Espécies
| - Leucosceptrum bodinieri - Leucosceptrum canum - Leucosceptrum japonicum - Leucosceptrum ningpoense | - Leucosceptrum plectranthoideum - Leucosceptrum sinense - Leucosceptrum stellipilum |

## Nome e referências
Leucosceptrum J.E. Smith, 1805